# Hoonigan Racing Division
Hoonigan Racing Division ist ein aktuelles WRC- und Rallycross-Team. 

## Geschichte
Das Team wurde 2010 von Ken Block unter dem Namen Monster World Rally Team gegründet. Im Jahr 2013 wurde es in Hoonigan Racing Division umbenannt. Das Team mit dem Hauptsponsor Monster Energy bestreitet Rallyes mit einem über 300 PS starken Ford Fiesta RS WRC und Rallycross-Rennen mit einem 560 PS starken Ford Fiesta Mk7 ST SuperCar. Bei der Rallye Mexiko 2012 startete man das erste und bisher einzige Mal mit zwei Fahrzeugen. Anfang Oktober 2017 gab das Team bekannt, dass es für 2018 keine weitere Teilnahme im Rallycross geben wird.

## WRC-Ergebnisse
| Jahr | Team                            | Startnummer | Fahrer         | Auto                 | 1      | 2      | 3       | 4      | 5   | 6       | 7     | 8       | 9       | 10     | 11     | 12      | 13     | Punkte | Gesamtwertung |
| ---- | ------------------------------- | ----------- | -------------- | -------------------- | ------ | ------ | ------- | ------ | --- | ------- | ----- | ------- | ------- | ------ | ------ | ------- | ------ | ------ | ------------- |
| 2010 | Monster Energy World Rally Team | 43          | Ken Block      | Ford Focus RS WRC 08 | SWE    | MEX 18 | JOR     | TUR 24 | NZL | POR Ret | BUL   | FIN     | GER Ret | JPN    | FRA 12 | ESP 9   | GBR 21 | 2      | 19            |
| 2011 | Monster Energy World Rally Team | 43          | Ken Block      | Ford Fiesta RS WRC   | SWE 14 | MEX 12 | POR DNS | JOR    | ITA | ARG 18  | GRE   | FIN     | GER 17  | AUS 19 | FRA 8  | ESP Ret | GBR 9  | 6      | 22            |
| 2012 | Monster Energy World Rally Team | 21          | Chris Atkinson | Ford Fiesta RS WRC   | MON    | SWE    | MEX Ret | POR    | ARG | GRE     | NZL   | FIN     | GER     | GBR    | FRA    | ITA     | ESP    | 0      | 20            |
| 2012 | Monster Energy World Rally Team | 43          | Ken Block      | Ford Fiesta RS WRC   | MON    | SWE    | MEX 9   | POR    | ARG | GRE     | NZL 9 | FIN Ret | GER     | GBR    | FRA    | ITA     | ESP    | 4      | 28            |
| 2013 | Hoonigan Racing Division        | 43          | Ken Block      | Ford Fiesta RS WRC   | MON    | SWE    | MEX 7   | POR    | ARG | GRE     | ITA   | FIN     | GER     | AUS    | FRA    | ESP     | GBR    | 6*     | 13*           |

* Nach 7 Rennen.

## Galerie

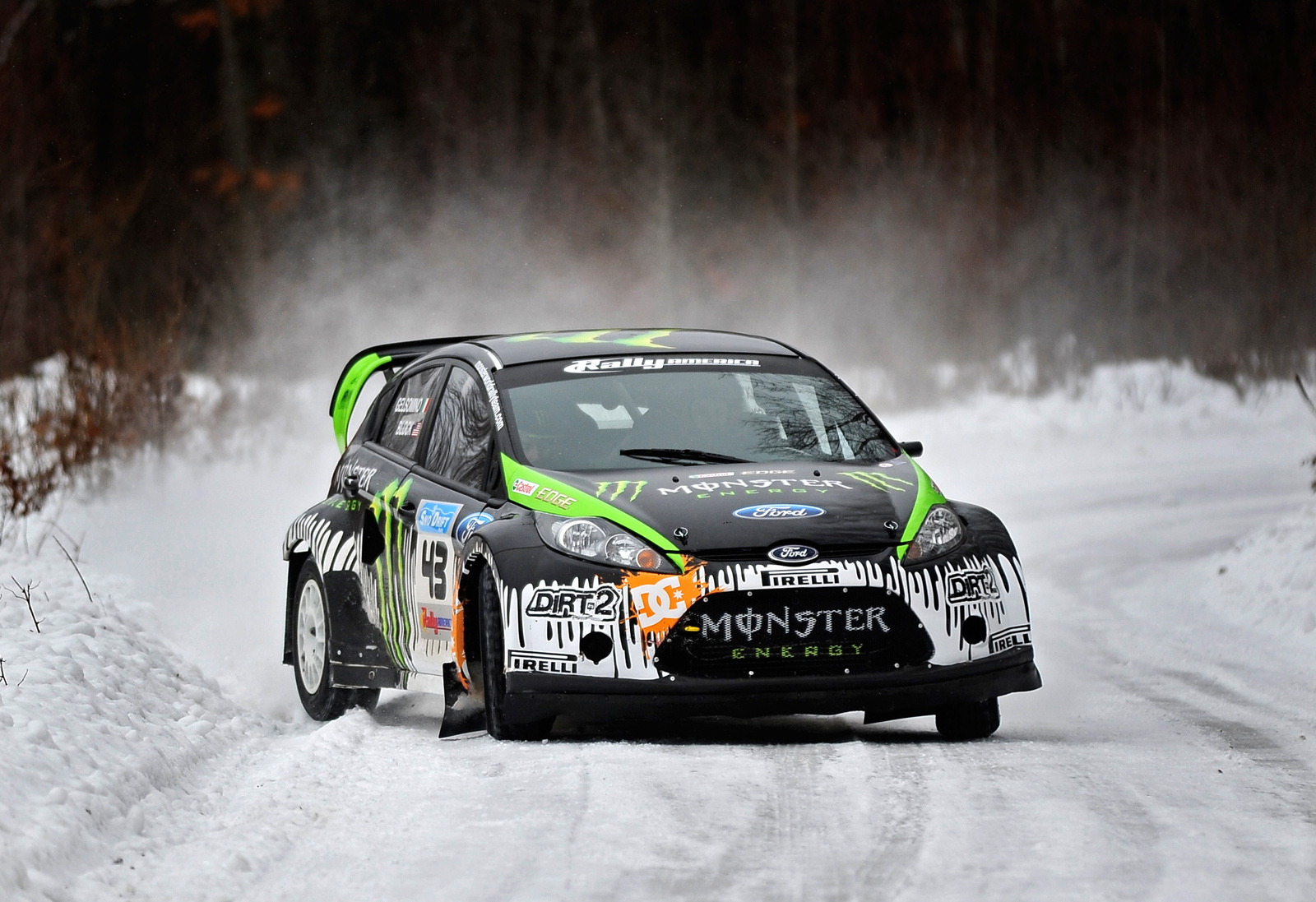
Ken Block mit seinem Ford Fiesta RS WRC
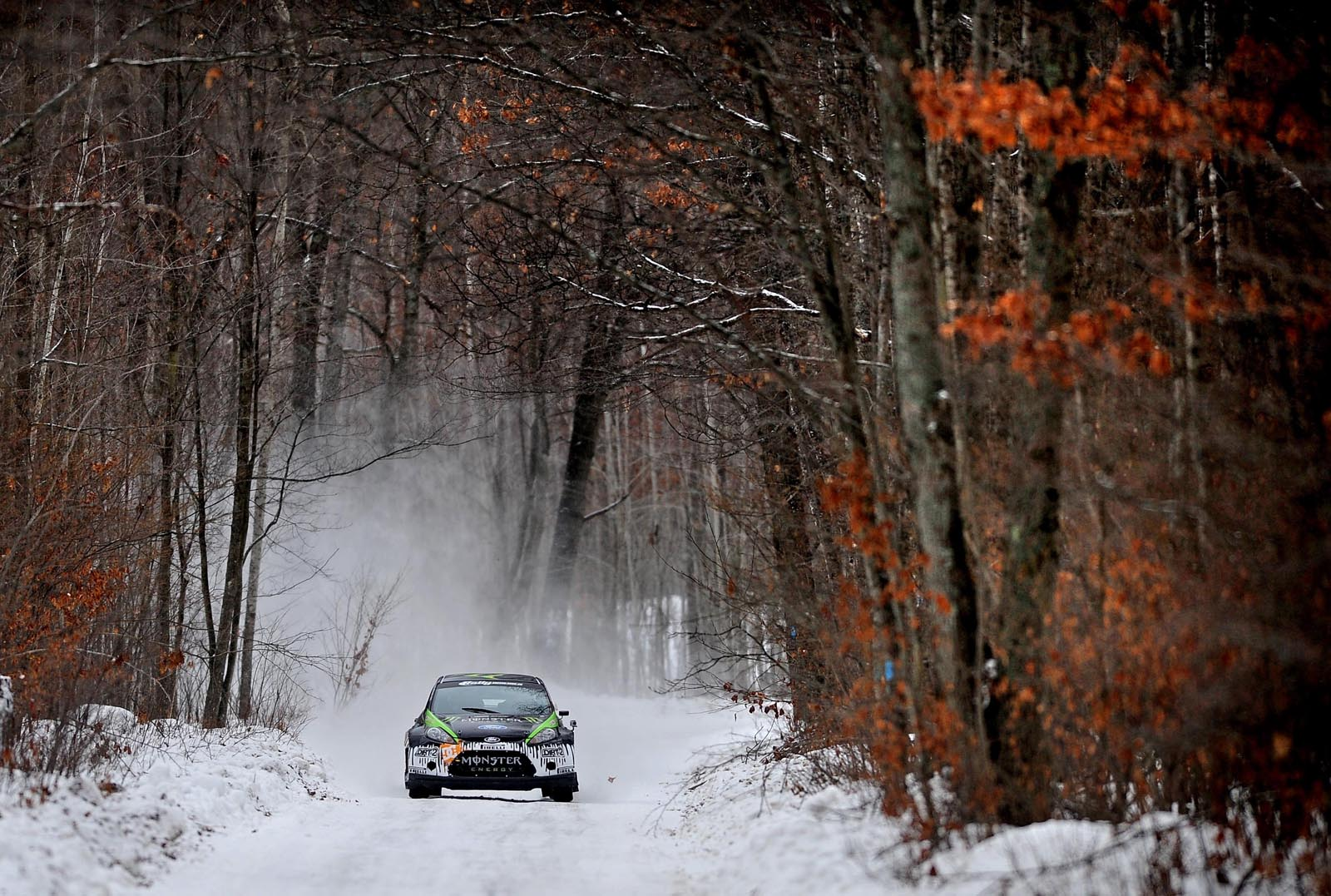
Ken Block mit seinem Ford Fiesta RS WRC